# Ioflupane (123I)
Ioflupane (123 I) là tên không độc quyền quốc tế của một chất tương tự cocaine, là một loại thuốc phóng xạ hình ảnh thần kinh, được sử dụng bởi các bác sĩ y học hạt nhân để chẩn đoán bệnh Parkinson và chẩn đoán phân biệt bệnh Parkinson với các rối loạn tương tự khác. Nó được tiêm vào một bệnh nhân và được xem bằng camera gamma để thu được hình ảnh SPECT của não liên quan đến vân, một vùng dưới vỏ của hạch nền. Thuốc được bán dưới tên thương mại DaTSCAN và được sản xuất bởi GE Healthcare, trước đây là Amersham plc. Nó không được bán ngoài thị trường châu Âu và Hoa Kỳ.  

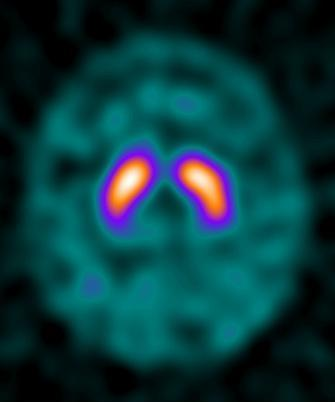
Cắt lát giữa của một SPT DaTSCAN cho thấy sự hấp thu Ioflupane (^{123} I) bình thường trong caudate và putamen

## Dược lý
DaTSCAN là một giải pháp của ioflupane (123 I) để tiêm vào đối tượng thử nghiệm sống.
Iod được giới thiệu trong quá trình sản xuất là đồng vị phóng xạ, I-123, và chính đặc tính của đồng vị này làm cho dung dịch có thể nhìn thấy được bằng camera gamma. I-123 có chu kỳ bán rã khoảng 13 giờ và năng lượng photon gamma là 159 keV làm cho nó trở thành một hạt nhân phóng xạ thích hợp cho hình ảnh y tế. Dung dịch này cũng chứa 5% ethanol để hỗ trợ khả năng hòa tan và được cung cấp vô trùng vì nó được dùng cho tiêm tĩnh mạch.
Ioflupane có ái lực cao ràng buộc cho trước synap dopamine vận chuyển (DAT) trong não của động vật có vú, đặc biệt là thể vân khu vực của não. Một đặc điểm của bệnh Parkinson là giảm rõ rệt các tế bào thần kinh dopaminergic ở vùng tiền sản. Bằng cách giới thiệu một tác nhân liên kết với các chất vận chuyển dopamine, có thể thu được một phép đo định lượng và phân bố không gian của các chất vận chuyển.

## Phương pháp điều trị
Giải pháp DaTSCAN được cung cấp sẵn sàng để tiêm chứng chỉ ghi rõ hoạt động hiệu chuẩn và thời gian. Hoạt động tiêm danh nghĩa là 185 MBq  và không nên thực hiện quét với ít hơn 111 MBq.
Chặn tuyến giáp qua đường uống 120 mg kali iodide được khuyến cáo để giảm thiểu sự hấp thu quá mức không cần thiết của radioiodine. Một liều được tiêm 2 giờ trước khi tiêm và một liều nữa 24 giờ sau. 

Cách thuận tiện nhất để dùng liều IV là thông qua cannula tĩnh mạch ngoại biên. Quá trình quét được thực hiện sau 3 đến 6 giờ tiêm.

## Rủi ro
Tác dụng phụ thường gặp của ioflupane (123 I) là nhức đầu, chóng mặt, tăng sự thèm ăn và cãm giác rần như kiến bò trên da. Ít hơn 1% bệnh nhân bị đau tại chỗ tiêm.
Các rủi ro bức xạ được báo cáo là thấp. Liều hiệu quả đã cam kết cho một cuộc điều tra trên người 70 kg là 4,35 mSv. Bệnh nhân mang thai không nên trải qua thử nghiệm và bệnh nhân cho con bú phải ngừng vì I-123 được tiết ra trong sữa mẹ.